# 曼斯菲尔德 (纽约州)
曼斯菲尔德（英語：Mansfield）是位于美国纽约州卡特罗格斯县的一个镇，地处卡特罗格斯县中部、萨拉曼卡以北。2010年美国人口普查时，该镇有808人。最初的定居者于1817年左右到达此地。1830年，该镇从利特尔瓦利镇中分出。